# Senckenberg Biodiversität und Klima Forschungszentrum
Das Senckenberg Biodiversität und Klima Forschungszentrum (BiK-F) ist eine  Forschungseinrichtung mit Sitz in Frankfurt am Main (Deutschland). Nachdem das Zentrum  als Biodiversität und Klima Forschungszentrum vom 1. Juli 2008 bis zum 31. Dezember 2014 im Rahmen der Hessischen Landes-Offensive zur Entwicklung Wissenschaftlich-ökonomischer Exzellenz (LOEWE) gefördert wurde, ist es seit 2015 Teil des Senckenberg Forschungsinstitut und Naturmuseum, das Teil der Fördergemeinschaft Leibniz-Gemeinschaft ist.

## Ziele
Ziel des Forschungszentrums ist es, mit innovativen Forschungsansätzen und Methoden gegenwärtige und vergangene Wechselwirkungen zwischen Klimawandel und Biodiversität auf der Ebene der Organismen zu entschlüsseln. Auf dieser Basis werden verlässliche Projektionen für die Zukunft entwickelt und Entscheidungsgrundlagen erarbeitet. Mit dieser Zielsetzung und seiner Interdisziplinarität besitzt das Forschungszentrum europaweite Alleinstellungsmerkmale. Das verwendete Methodenspektrum reicht hierbei von der Molekulargenetik und der Massenspektrometrie bis zur satellitengestützten Fernerkundung von Klima-, Areal- und Ökosystemreaktionen.

## Geschichte
Das Forschungszentrum wurde als Biodiversität und Klima Forschungszentrum im Rahmen der Förderlinie 1 (LOEWE-Zentren) der ersten Förderrunde der Hessischen Landes-Offensive zur Entwicklung Wissenschaftlich-Ökonomischer Exzellenz am 15. Februar 2008 von der Senckenberg Gesellschaft für Naturforschung als Trägerin des Forschungsinstituts und Naturmuseums Senckenberg (FIS) in Frankfurt am Main und von der Johann Wolfgang Goethe-Universität Frankfurt am Main gemeinsam beantragt. Am 1. Juli 2008 wurde das Zentrum gegründet. Federführend bei der Antragstellung war der Direktor des Forschungsinstituts und Naturmuseums Senckenberg, Volker Mosbrugger. Er ist auch der wissenschaftliche Koordinator des Forschungszentrums.

## Partner
Durch LOEWE-Mittel geförderte Partner des Forschungszentrums waren das Forschungsinstitut und Naturmuseum Senckenberg, die Johann Wolfgang Goethe-Universität Frankfurt am Main, das Institut für sozial-ökologische Forschung (ISOE) und der Deutsche Wetterdienst (DWD). Weiterer Partner des Forschungszentrums Biodiversität und Klima ist der Betreiber von Umweltsatelliten EUMETSAT.
Darüber hinaus bestehen weitere Kooperationen mit Unternehmen (KMU, über die Förderlinie 3 des LOEWE-Programms).

## Wissenschaftliches Konzept
Das wissenschaftliche Konzept des Biodiversität und Klima Forschungszentrums baut auf einer Matrix auf mit einer Zeit-Prozess-Achse und einer Raum-Achse. Auf der Zeit-Prozess-Achse werden langskalige (Evolution und Klima), mittelskalige (Biodiversitätsdynamik und Klima) und kurzskalige Prozesse (Anpassung und Klima) untersucht. Auf der räumlichen Achse stehen marine und terrestrische Systeme in tropisch/subtropischen, gemäßigten und in alpin/polaren Klimazonen. Hierdurch liefert das Forschungszentrum Biodiversität und Klima sowohl auf regionaler, nationaler und europäischer als auch auf globaler Ebene wissenschaftliche Beiträge zum Management klimawandelbedingter, ökologisch oder medizinisch relevanter Biodiversitätsveränderungen sowie zur Erfüllung internationaler Übereinkommen wie der EU-Fauna-Flora-Habitat-Richtlinie, der Europäischen Wasserrahmenrichtlinie, der Biodiversitätskonvention und der Klimarahmenkonvention.

## Sitz des Zentrums

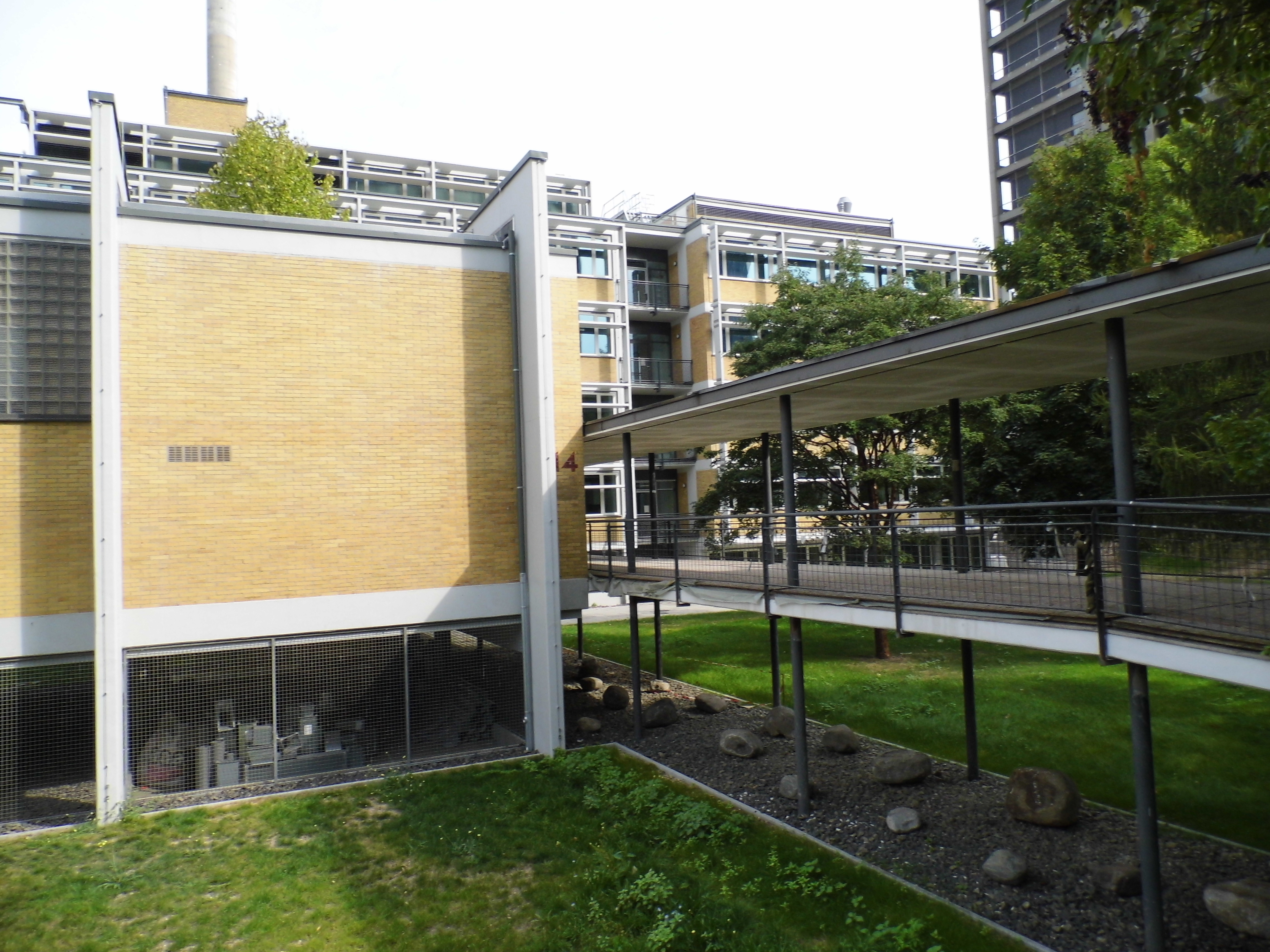
Das Maria Sibylla Merian-Haus im Jahr 2012

Seit 2013 sitzt das Zentrum im ehemaligen Campus Bockenheim der Universität im Gebäude des Instituts für Pharmazie und Lebensmittelchemie aus dem Jahre 1957 nach dessen Sanierung durch das Architekturbüro SSP SchürmannSpannel. Architekten der Gebäude waren damals Ferdinand Kramer und Walther Dunkl. Das Gebäude wurde im Juni 2017 in Maria-Sibylla-Merian-Haus umbenannt.